# Maryvonne Le Brignonen
Maryvonne Le Brignonen, née le 30 avril 1975, est une haute fonctionnaire française. Elle est la première directrice de l'Institut national du service public,.

## Biographie

### Jeunesse et études
Issue d’une famille bretonne originaire de Lannion dans les Côtes-d'Armor et élevée dans l'Essonne, Maryvonne Le Brignonen est la fille d'une mère institutrice et d'un père attaché d'administration au ministère de la Défense.
Elle est diplômée de l'Ecole supérieure de commerce de Toulouse (actuellement TBS) en 1997. 
Elle intègre l'École nationale d'administration (ENA) en 2007 (promotion Émile-Zola) par le troisième concours. 

### Parcours professionnel
Elle commence sa carrière dans le secteur de l'audit et du commissariat aux comptes, et travaille neuf ans sur des thématiques relatives à la banque, de l'assurance et de l'immobilier (Salustro Reydel, KPMG Audit),.
À sa sortie de l'ENA en 2010, elle opte pour l'inspection des finances.
Entre 2015 et 2019, elle travaille à la Direction générale des finances publiques (DGFiP) où elle dirige notamment la mise en place du prélèvement à la source.
Le 10 juillet 2019, elle est nommée directrice de Tracfin.
Lors du Conseil des ministres du 1er décembre 2021, elle est nommée directrice de l'ENA et préfiguratrice à compter du 6 décembre 2021 et directrice à compter du 1er janvier 2022 du nouvel Institut national du service public (INSP), avec un mandat de 4 ans.

## Décorations
- Chevalier de la Légion d'honneur (décret du 31 décembre 2023)[7]
- Chevalier de l'ordre national du Mérite (2018)